# Слушая Бетховена
Слу́шая Бетхо́вена — анимационный фильм режиссёра Гарри Бардина.

## Сюжет
Сквозь серые плиты постоянно прорастают зелёные ростки. Немедленно появляются страшные, грохочущие механизмы, которые уничтожают эту поросль.
А она появляется вновь. И вновь. И вновь…  И так многократно, — пока земля не превратится в цветущий сад. Сад, который уничтожить не может даже самая тяжёлая техника.

## История
Бюджет картины: картина создана полностью на средства от краудфандинга в размере около 6 млн руб.
Поездку в Канн Бардину проспонсировали компания «Роскино» и Ассоциация анимационного кино.
На создание фильма ушло полтора года.  «Слушая Бетховена» снят абсолютно без использования трёхмерной графики.
Бардин сотрудничал с художником Кириллом Чёлушкиным (с которым создавал ещё картину «Гадкий утёнок») и Владимиром Спиваковым: музыка для фильма была записана Спиваковым и его оркестром «Виртуозы Москвы» — сотрудничество велось, как подчеркнул режиссёр, на полностью безвозмездной основе.

## Критика
Гарри Бардин рассказал, как после московского показа, на который собралась интеллигентная публика: 
...одна зрительница сказала: «Как я вас понимаю. Я так же на даче борюсь с сорняками». Лучшей рецензии не написать. А фильм можно считать не политическим, а экологическим. И ведь не поспоришь против такой точки зрения.